# Reinhardt Adolfo Fuck
Reinhardt Adolfo Fuck (Piratuba, 3 de abril de 1940) é um geólogo, pesquisador e professor universitário brasileiro.
Comendador da Ordem Nacional do Mérito Científico e membro da Academia Brasileira de Ciências, é professor titular aposentado e emérito da Universidade de Brasília, onde atualmente é pesquisador colaborador.

## Biografia
Reinhardt nasceu na cidade de Piratuba, em Santa Catarina, em 1940. Acostumado a percorrer a Serra Catarinense na companhia do pai, mestre-escola no interior, e também viajante e contador, tais trilhas o instigaram o gosto pela ciência e pela natureza. Completou os estudos secundários em Panambi e Ijuí, antes de ingressar no curso de geologia da Universidade Federal do Rio Grande do Sul. Assim que se formou, trabalhou brevemente para o governo do Ceará em levantamentos geológicos e locação de poços de água subterrânea.
Ingressou na Comissão da Carta Geológica do Paraná em 1964, iniciativa do governo do estado em convênio com a Universidade Federal do Paraná, onde participou do levantamento sistemático do leste paranaense, o que produziu dezenas de folhas geológicas em escalas de 1:50.000 e de 1:70.000, essenciais para programas de exploração mineral e atividades de planejamento e que aumentaram o conhecimento da geologia pré-cambriana e paleozoica do Paraná.
A convite da Universidade de Brasília, em fevereiro de 1969, ingressou como docente do curso de geologia e em 1973 ingressou no doutorado em geociências pela Universidade de São Paulo, sob orientação do professor José Moacyr Vianna Coutinho, onde estudou as rochas alcalinas do Paraná. Reinhardt teve ampla participação no estabelecimento do curso de geologia da UNB e na pós-graduação. Em 1975, realizou estágio de pós-doutorado pela Universidade de Durham.
Sua principal linha de pesquisa é o da geologia regional nos extensos terrenos pré-cambrianos de Goiás, onde realizou extensos levantamentos geológicos da área que expandiram o conhecimento da região centro-oeste do Brasil. Através de análises geocronológicas e estruturais, Reinhardt e sua equipe esclareceram alguns dos eventos mais importantes da história geológica de mais de 2 bilhões de anos da crosta continental de Goiás.

## Publicações
- DALY, M. C. ; Fuck, R. ; Julià, J.. Cratonic Basin Formation: The case of the Parnaíba Basin. 572. ed. Londres: Geological Society London, 2018. v. 1.
- FUCK, R. A.; PACCA, I. I. G. (Org.) ; ALMEIDA, F. F. M. (Org.) ; ASMUS, H. E. (Org.) ; LOURENÇO, J. S. (Org.) ; SIAL, Alcides Nobrega (Org.). Selected references on geodynamics for the Brazilian territory, 1974 to 1979. Brasília: CNPq/Comissão Brasileira de Geodinâmica, 1979. v. 1. 203p.